# Байрон, Джордж Гордон
Джордж Го́рдон Ба́йрон, 6-й барон Байрон (англ. George Gordon Byron, 6th Baron Byron; 22 января 1788 года, Лондон — 19 апреля 1824 года, Месолонгион, Османская Греция), более известный как лорд Байрон (Lord Byron) — английский поэт-романтик и пэр, покоривший воображение всей Европы своим «мрачным эгоизмом».
Наряду с Перси Шелли и Джоном Китсом представляет младшее поколение британских романтиков. Его альтер эго Чайльд-Гарольд стал прототипом бесчисленных байронических героев в литературе разных стран Европы. Мода на байронизм продолжалась и после смерти Байрона, даже несмотря на то, что к концу жизни в стихотворном романе «Дон Жуан» и шуточной поэме «Беппо» сам Байрон перешёл к сатирическому реализму с опорой на наследие Александра Поупа. Поэт принял участие в Греческой войне за независимость (1821—1829), национальный герой Греции. Байрон умер в 1824 году в возрасте 36 лет от лихорадки, полученной после первой и второй осады Месолонгиона.

## Биография

### Имя
Гордон — второе личное имя Байрона, данное ему при крещении и совпадающее с девичьей фамилией матери. Отец Байрона, претендуя на шотландские владения своего тестя, использовал «Гордон» как вторую часть фамилии (Байрон-Гордон), а сам Джордж был записан в школу под такой же двойной фамилией. В 10-летнем возрасте после смерти двоюродного деда Джордж стал пэром Англии и получил титул «барон Байрон», после чего, как это принято у пэров данного ранга, его обиходным именем стало «лорд Байрон» или просто «Байрон». Впоследствии тёща Байрона завещала поэту имущество с условием носить её фамилию — Ноэл (Noel), и королевским патентом лорду Байрону было разрешено в порядке исключения носить фамилию Ноэл перед титулом, что он и делал, подписываясь иногда «Ноэл-Байрон». Поэтому в некоторых источниках его полное имя может выглядеть как Джордж Гордон Ноэл Байрон, хотя одновременно всеми этими именами и фамилиями он никогда не подписывался.

### Происхождение
Его предки, выходцы из Нормандии, пришли в Англию вместе с Вильгельмом Завоевателем и после сражения при Гастингсе были награждены богатыми поместьями, отнятыми у саксов. Первоначальное имя Байронов — Бурунь. Это имя часто встречается в рыцарских летописях средних веков. Один из потомков этого рода уже при Генрихе II изменил, в соответствии с выговором, свою фамилию на фамилию Байрон. Особенно Байроны возвысились при Генрихе VIII, который во время упразднения католических монастырей наделил сэра Байрона по прозвищу «сэр Джон малый с большой бородой» (sir John the little with the Great Beard) имениями богатого Ньюстедского аббатства в Ноттингемском графстве.
В царствование Елизаветы род Байронов пресёкся, но фамилия перешла к незаконному сыну одного из них. Впоследствии, во время английской революции, Байроны отличились непоколебимой преданностью дому Стюартов, за что Карл I возвёл представителя этого рода в звание пэра с титулом барона Рочдель. Одним из самых известных представителей этой фамилии был адмирал Джон Байрон, прославившийся своими необыкновенными приключениями и странствованиями по Тихому океану; матросы, любившие его, но считавшие невезучим, прозвали его «Джек Дурная Погода» (Foulweather Jack).
Старший сын адмирала Байрона, капитан Джон Байрон (1756—1791), был кутилой и мотом. В 1778 году он обвенчался с бывшей маркизой Комартен. Она умерла в 1784 году, оставив Джону дочь Августу (впоследствии миссис Ли), которую в дальнейшем воспитывали родственники её матери.
После смерти первой жены капитан Байрон женился вторично, по расчёту, на Кэтрин Гордон (умерла в 1811), единственной наследнице богатого Джорджа Гордона, эсквайра. Она происходила из известного шотландского рода Гордонов, в жилах которого текла кровь шотландских королей (по линии Аннабеллы Стюарт). От этого, второго, брака отца родился в 1788 году будущий поэт.

### Детские годы
Бедность, в которой родился Байрон и от которой его не избавил титул лорда, дала направление его будущей карьере. Когда он родился (на Холл-Стрит в Лондоне, 22 января 1788 года), его отец уже потерял семейное состояние, а мать возвратилась из Европы с остатками состояния. Леди Байрон поселилась в Абердине, и её «хромой мальчуган», как она называла сына, был отдан на год в частную школу, затем переведён в классическую гимназию. О детских выходках Байрона рассказывают много историй. Сёстры Грей, нянчившие маленького Байрона, находили, что лаской можно делать с ним что угодно, но его мать всегда выходила из себя от его непослушания и бросала в мальчика что попало. На вспышки матери он нередко отвечал насмешками, но однажды, как он сам рассказывает, у него отняли нож, которым он хотел заколоть себя. В гимназии он учился плохо, и Мэри Грей, читавшая ему псалмы и Библию, принесла ему больше пользы, чем гимназические учителя. Когда Джорджу исполнилось 10 лет, умер его двоюродный дед Уильям Байрон, 5-й барон Байрон, и мальчику по наследству перешли титул лорда и родовое поместье Байронов — Ньюстедское аббатство. Десятилетний Байрон так сильно влюбился в свою кузину Мэри Дафф, что, услыхав о её помолвке, впал в истерический припадок. В 1799 году он поступил в школу доктора Глени, где пробыл два года и всё время лечил свою больную ногу, после чего достаточно поправился, чтобы надевать сапоги. В эти два года он учился очень мало, зато прочёл всю богатую библиотеку доктора. Перед отъездом в школу в Хэрроу Байрон снова влюбился — в другую кузину, Маргариту Паркер.
В 1801 году он уехал в Хэрроу; мёртвые языки и древность не привлекали его, но он с интересом читал английских классиков. В школе он славился рыцарским отношением к товарищам и тем, что всегда заступался за младших. Во время каникул 1803 года он опять влюбился, но на этот раз гораздо серьёзнее, чем прежде — в мисс Чаворт, девушку, отца которой убил «дурной лорд Байрон». В грустные минуты своей жизни он нередко жалел, что она отвергла его.

### Юность и начало творчества
В Кембриджском университете Байрон углубил свои научные знания. Но больше он отличился искусством плавать, ездить верхом, боксировать, пить, играть в карты и т. п., поэтому лорд постоянно нуждался в деньгах и, как следствие, «влезал в долги». В Хэрроу Байрон написал несколько стихотворений, и в 1807 году в печати появилась его первая книга — «Часы досуга» (англ. Hours of idleness). Это собрание стихотворений решило его судьбу: выпустив сборник в свет, Байрон сделался совсем другим человеком. Беспощадная критика на «Часы досуга» явилась в «Эдинбургском Обозрении» лишь спустя год, за который поэт написал большое количество стихов. Явись эта критика тотчас же после выхода книги, Байрон, может быть, совершенно бросил бы поэзию. «Я сочинил за полгода до появления беспощадной критики 214 страниц романа, поэму в 380 стихов, 660 строк „Босвортского поля“ и множество мелких стихотворений, — писал он мисс Фэгот, с семейством которой был дружен. — Поэма, приготовленная мной к печати — сатира». Этой сатирой он и ответил «Эдинбургскому Обозрению». Критика первой книги страшно огорчила Байрона, но свой ответ — «Английские барды и шотландские критики» («English Bards and Scotch Reviewers») — он издал только весной 1809 года. Успех сатиры был громадным и смог удовлетворить уязвлённого поэта.

### Первое путешествие
В июне 1809 года Байрон отправился в путешествие. Побывал в Португалии, Испании, Албании, Греции, Турции и Малой Азии, где переплыл пролив Дарданеллы, чем впоследствии очень гордился. Можно предполагать, что молодой поэт, одержав блистательнейшую победу над своими литературными врагами, уехал за границу довольным и счастливым, но это было не так. Байрон покинул Англию в страшно подавленном состоянии духа, а вернулся ещё более угнетённым. Многие, отождествляя его с Чайльд-Гарольдом, предполагали, что за границей, подобно своему герою, он вёл слишком неумеренную жизнь, но Байрон и печатно, и устно протестовал против этого, подчёркивая, что Чайльд-Гарольд — только плод воображения. Томас Мур говорил в защиту Байрона, что тот был слишком бедным, чтобы содержать гарем. К тому же Байрона тревожили не только финансовые затруднения. В это время он потерял мать, и, хотя никогда и не ладил с ней, тем не менее очень скорбел.

### «Чайльд-Гарольд». Слава
27 февраля 1812 года Байрон произнёс в Палате лордов свою первую речь, имевшую большой успех: «Разве мало крови [бунтарей] на вашем уголовном кодексе, что надо проливать её ещё, чтобы она вопияла к небу и
свидетельствовала против вас?» «Смуглая раса с берегов Ганга до основания потрясёт вашу империю тиранов».
Через два дня после этого выступления появились две первые песни «Чайльд-Гарольда». Поэма имела баснословный успех, и 14 000 её экземпляров разошлись за один день, что сразу поставило автора в ряд первых литературных знаменитостей. «Прочитав Чайльд-Гарольда, говорит он, — никто не захочет слушать моей прозы, как не захочу и я сам». Почему «Чайльд-Гарольд» имел такой успех, Байрон сам не знал и говорил только: «Однажды утром я проснулся и увидал себя знаменитым».
Пало́мничество Чайльд-Гаро́льда увлекло не только Англию, но и всю Европу. Поэт затронул всеобщую борьбу того времени, с сочувствием говорит об испанских крестьянах, о героизме женщин, и его горячий крик о свободе разнёсся далеко, несмотря на кажущийся циничный тон поэмы. В этот тяжёлый момент всеобщего напряжения он напомнил и о погибшем величии Греции, посвятил обличительное стихотворение «Проклятие Минервы» разграблению Парфенона.

### Светская жизнь
Он познакомился с Томасом Муром. До этого времени он никогда не был в большом свете и теперь предался с увлечением вихрю светской жизни. Однажды вечером Даллас застал даже его в придворном платье, хотя Байрон ко двору не поехал. В большом свете хромой Байрон (у него немного было сведено колено) никогда не чувствовал себя свободно и высокомерием старался прикрывать свою неловкость.
В марте 1813 года он издал без подписи сатиру «Вальс», в мае же напечатал рассказ из турецкой жизни «Гяур», навеянный его путешествием по Леванту. Публика с восторгом приняла этот рассказ о любви и мщении и с ещё большим восторгом встретила поэмы «Абидосская невеста» и «Корсар», вышедшие в том же году. В 1814 году он издал «Еврейские мелодии», имевшие колоссальный успех и много раз переведённые на все европейские языки, а также поэму «Лара» (1814).
По своим взглядам на прогресс и развитие общества лорд Байрон был луддитом. Об этом свидетельствует его первая речь, произнесённая в палате лордов в феврале 1812 года. В ней он защищал и во многом оправдывал последователей Неда Лудда.

### Брак, развод и скандал
В октябре 1812 года Байрон сделал предложение мисс Анне Изабелле Милбенк, дочери Ральфа Милбенка, богатого баронета, внучке и наследнице лорда Уэнтворта. «Блестящая партия, — писал Байрон Муру, — хотя предложение я сделал не вследствие этого». Он получил отказ, но мисс Милбенк выразила желание вступить с ним в переписку. В сентябре 1814 года Байрон повторил своё предложение, и оно было принято, а в январе 1815 года они обвенчались. Как он признавался её тёте, его долги и бурные романы так усложнили его жизнь, что в случае отказа Анны (Анабеллы) он бы женился на любой другой женщине, у которой не вызовет отвращения. Из-за увлечений жены математикой Байрон называл её «принцессой параллелограммов» и «математической Медеей».
В декабре 1815 года у Байрона родилась дочь по имени Ада, а в следующем месяце леди Байрон оставила мужа в Лондоне и уехала в имение к отцу. С дороги она написала мужу ласковое письмо, начинавшееся словами: «Милый Дик», и подписанное: «Твоя Поппин». Через несколько дней Байрон узнал от её отца, что она решилась никогда более к нему не возвращаться, а вслед за тем сама леди Байрон известила его об этом. В апреле 1816 года состоялся формальный развод. Байрон подозревал, что жена разошлась с ним под влиянием своей матери. Леди Байрон приняла всю ответственность на себя. Перед своим отъездом она призывала на консультацию доктора Больи и спрашивала его, не сошёл ли её муж с ума. Больи уверил её, что это ей только кажется. После этого она заявила своим родным, что желает развода. Причины развода были высказаны матерью леди Байрон доктору Лешингтону, и он написал, что причины эти оправдывают развод, но вместе с тем советовал супругам примириться. После этого леди Байрон сама была у доктора Лешингтона и сообщила ему факты, после которых он также не находил уже возможным примирение.

Истинные причины развода супругов Байрон навсегда остались загадочными, хотя Байрон говорил, что «они слишком просты, и потому их не замечают». Публика не хотела объяснить развод той простой причиной, что люди не сошлись характерами. Леди Байрон отказалась сообщить причины развода, и потому причины эти в воображении публики превратились во что-то фантастическое, и все наперебой старались видеть в разводе преступления, одно ужаснее другого (ходили слухи о бисексуальной ориентации поэта и о его инцестуозной связи со своей единокровной сестрой Августой). Издание стихотворения «Прощание с леди Байрон», выпущенное в свет одним нескромным приятелем поэта, подняло против него целую свору недоброжелателей. Но не все порицали Байрона. Одна сотрудница «Курьера» заявила печатно, что если бы ей написал муж такое «Прощание», она не замедлила бы броситься к нему в объятия. В апреле 1816 года Байрон окончательно простился с Англией, где общественное мнение в лице «озёрных поэтов» было сильно настроено против него.
Г-н Полидори сообщил нам немало подробностей о его браке. Молодая наследница, на которой он женился, отличалась тщеславием и некоторой глупостью, обычной для единственной дочери. Она собиралась вести блестящую жизнь очень знатной дамы; она нашла только гениального человека, не желавшего ни управлять домом, ни находиться под чьим-либо управлением. Миледи Байрон была этим раздражена; злая служанка, которую пугали странности лорда Байрона, разожгла гнев своей молодой госпожи; она оставила мужа. Высшее общество воспользовалось удобным случаем, чтобы отлучить от себя великого человека, и жизнь его была навсегда отравлена.

— Стендаль. Лорд Байрон в Италии. Рассказ очевидца. 1816 год

### Жизнь в Швейцарии и Италии
Перед отъездом за границу Байрон продал своё имение Ньюстед, и это дало ему возможность не тяготиться постоянным безденежьем. Теперь он мог предаться уединению, которого так жаждал. Лето Байрон провёл на вилле Диодати на Женевской ривьере, совершив две небольшие экскурсии по Швейцарии: одну с Гобгаузом, другую с поэтом Шелли. В третьей песне «Чайльд-Гарольда» (май—июнь 1816) он описывает свою поездку на поля Ватерлоо. Мысль написать «Манфреда» посетила его, когда он на обратном пути в Женеву увидал Юнгфрау.
В ноябре 1816 года Байрон переехал в Венецию, где, по утверждению недоброжелателей, вёл самую развратную жизнь, которая, однако же, не помешала ему создать большое количество поэтических произведений. В июне 1817 года поэт написал четвёртую песнь «Чайльд-Гарольда», в октябре 1817 — «Беппо», в июле 1818 года — «Оду к Венеции», в сентябре 1818 — первую песнь «Дон-Жуана», в октябре 1818 — «Мазепу», в декабре 1818 — вторую песнь «Дон-Жуана», и в ноябре 1819 года — 3—4 песни «Дон-Жуана».
В 1816 году Байрон посетил остров Сан-Лазаро-дельи-Армени в Венеции, где с помощью монахов, принадлежащих Ордену мхитаристов, он познакомился с армянской культурой. С помощью Отца Арутюна Авгеряна он выучил ашхарабар и грабар. Байрон стал соавтором грамматических книг и англо-армянского словаря (1821), в предисловии к которому написал о притеснении армян турецкими пашами и персидскими сатрапами и борьбе армян за освобождение.

В апреле 1819 года он встретился с графиней Гвиччиоли, и они влюбились друг в друга. Графиня вынуждена была уехать с мужем в Равенну, куда вслед за ней поехал и Байрон. Через два года отец и брат графини — графы Гамба, замешанные в политическом скандале, должны были покинуть Равенну вместе с разведённой уже в то время графиней Гвиччиоли. Байрон последовал за ними в Пизу, где и жил по-прежнему под одной крышей с графиней. В это время Байрон горевал от утраты своего друга Шелли, утонувшего в заливе Специи. В сентябре 1822 года тосканское правительство приказало графам Гамба выехать из Пизы, и Байрон последовал за ними в Геную. 
Байрон жил с графиней вплоть до своего отъезда в Грецию и в это время очень много писал. В этот счастливый период жизни Байрона появились следующие его произведения: «Первая песня Морганте Маджиора» (1820); «Пророчество Данте» (1820) и перевод «Франчески да Римини» (1820), «Марино Фальеро» (1820), пятая песнь «Дон-Жуана» (1820), «Сарданапал» (1821), «Письма к Баульсу» (1821), «Двое Фоскари» (1821), «Каин» (1821), «Видение страшного суда» (1821), «Небо и земля» (1821), «Вернер» (1821), шестая, седьмая и восьмая песни «Дон-Жуана» (в феврале 1822); девятая, десятая и одиннадцатая песни «Дон-Жуана» (в августе 1822 года); «Бронзовый век» (1823), «Остров» (1823), двенадцатая и тринадцатая песни «Дон-Жуана» (1824).

### Поездка в Грецию и смерть
Спокойная семейная жизнь тем не менее не избавила Байрона от тоски и тревоги. Он слишком жадно пользовался всеми наслаждениями и полученной славой. Вскоре наступило пресыщение. Байрон предположил, что в Англии его забыли, и в конце 1821 года провёл переговоры с Мэри Шелли о совместном издании английского журнала «Либерал». Однако вышло всего три номера. Впрочем, Байрон действительно начал терять былую популярность. Но в это время вспыхнуло греческое восстание. Байрон, после предварительных переговоров с комитетом филэллинов, образованным в Англии для помощи Греции, решился отправиться туда и со страстным нетерпением стал готовиться к отъезду. На собственные средства купил английский бриг, припасы, оружие и снарядил полтысячи солдат, с которыми 14 июля 1823 года отплыл в Грецию. Там ничего не было готово, ещё и предводители движения сильно не ладили друг с другом. Между тем издержки росли, и Байрон распорядился о продаже всего своего имущества в Англии, а деньги отдал на правое дело повстанческого движения. Большое значение в борьбе за свободу Греции имел талант Байрона в объединении несогласованных группировок греческих повстанцев.
В Месолонгионе Байрон заболел лихорадкой, продолжая отдавать все свои силы на борьбу за свободу страны. 19 января 1824 года он писал Хэнкопу: «Мы готовимся к экспедиции», а 22 января, в день своего рождения, он вошёл в комнату полковника Стэнхоупа, где было несколько человек гостей, и весело сказал: «Вы упрекаете меня, что я не пишу стихов, а вот я только что написал стихотворение». И Байрон прочёл: «Сегодня мне исполнилось 36 лет». Постоянно хворавшего Байрона очень тревожила болезнь его дочери Ады. Получив письмо с хорошей вестью о её выздоровлении, он захотел выехать прогуляться с графом Гамба. Во время прогулки пошёл страшный дождь, и Байрон окончательно захворал. Последними словами поэта были отрывочные фразы: «Сестра моя! дитя моё!.. бедная Греция!.. я отдал ей время, состояние, здоровье!.. теперь отдаю ей и жизнь!»
19 апреля 1824 года, на 37-м году жизни, Джордж Гордон Байрон скончался. Врачи сделали вскрытие, изъяли органы и поместили их в урны для бальзамирования. Лёгкие и гортань решили оставить в церкви Святого Спиридона, однако вскоре их оттуда украли. Тело забальзамировали и отправили в Англию, куда оно прибыло в июле 1824 года. Байрон был погребён в родовом склепе в церкви Святой Марии Магдалины в Хакнелл-Торкарде неподалёку от Ньюстедского аббатства в Ноттингемшире.

## Личная жизнь
Интимная жизнь Байрона вызывала много пересудов среди его современников. Он покинул родную страну на фоне кривотолков относительно непозволительно близких отношений с единокровной сестрой Августой. Когда в 1860 году появилась книга графини Гвиччиоли о лорде Байроне, то в защиту памяти его супруги выступила миссис Бичер-Стоу со своей «Истинной историей жизни леди Байрон», основанной на переданном будто ей по секрету рассказе покойной о том, что Байрон состоял в «преступной связи» с сестрой. Впрочем, подобные рассказы вполне отвечали духу эпохи: к примеру, они составляют основное содержание автобиографической повести Шатобриана «Рене» (1802).
В 1822 году Байрон передал Томасу Муру свои мемуары с указанием опубликовать после его смерти. Однако спустя месяц после его кончины Мур, Дж. Хобхаус и издатель Байрона Дж. Мюррей совместно сожгли записки из-за их беспощадной честности и, вероятно, по настоянию семьи Байрона. Этот поступок вызвал шквал критики, хотя, к примеру, Пушкин одобрял его.
Опубликованные в XX веке дневники Байрона раскрывают картину половой жизни поистине бисексуальной. Так, портовой городок Фалмут поэт описывал как «прелестное место», предлагающее «Plen. and optabil. Coit.» («многочисленные и разнообразные половые отношения»): «Нас окружают Гиацинты и другие цветы самого ароматного свойства, и я намерен собрать нарядный букет, чтобы сравнить с экзотикой, которую мы надеемся встретить в Азии. Один образец я даже возьму с собой». Этим образцом оказался юный красавец Роберт Раштон, который «был у Байрона пажом, как Гиацинт — у Аполлона». В Афинах поэту приглянулся новый фаворит — пятнадцатилетний Николо Жиро. Турецкие бани Байрон описывал как «мраморный рай шербета и содомии».
После смерти Байрона в списках стала расходиться эротическая поэма «Дон Леон», повествующая об однополых связях лирического героя, в котором легко угадывался Байрон. Издатель Уильям Дагдейл распустил слух, что это неизданное произведение Байрона, и под угрозой обнародования поэмы пытался вымогать деньги у его родственников. Современные литературоведы называют настоящим автором этого «вольнодумного» сочинения Джорджа Колмена.

### Судьба семьи
За неимением сына, титул баронов Байронов перешёл к кузену поэта; его потомки до сих пор являются баронами Байрон. Вдова поэта, леди Анна Изабелла, провела остаток своей жизни, занимаясь благотворительностью. Только известие о её смерти 16 мая 1860 года пробудило о ней воспоминания.
Законная дочь лорда Байрона — Ада — вышла замуж за графа Уильяма Лавлейса в 1835 году и скончалась 27 ноября 1852 года, оставив двух сыновей и дочь. Известна как математик и создательница описания вычислительной машины Чарльза Бэббиджа. Было признано, что алгоритм вычисления чисел Бернулли на аналитической машине, описанный Адой в одном из своих комментариев к этому переводу, является первой программой для воспроизведения на компьютере. По этой причине Ада Лавлейс считается первым программистом. Разработанный в 1983 году язык программирования Ада назван в её честь.
Ада имела троих детей: старший сын, Ноэл, родился 12 мая 1836 года, недолго служил в британском флоте и после буйной и беспорядочной жизни умер 1 октября 1862 года работником в одном из лондонских доков. Второй сын, Ральф Гордон Ноэл Милбенк, родился 2 июля 1839 года, вступил после смерти брата, наследовавшего незадолго до кончины баронство Уэнтворт от бабушки, в права барона Уэнтворта. Её дочь Энн Блант вышла замуж за поэта Уилфреда Бланта и стала известной путешественницей, в частности, по Аравии. Потомков оставила только она.
По мнению ряда биографов, среди внебрачных детей Байрона — Аллегра Байрон, умершая в детстве, и, возможно, Элизабет Медора Ли, дочь его сводной сестры Августы Ли.

## Характер творчества и его влияние
Поэмы Байрона более автобиографичны, чем сочинения других английских романтиков. Он острее многих чувствовал безнадёжное несоответствие романтических идеалов и действительности. Осознание этого несоответствия далеко не всегда повергало его в меланхолию и уныние; в последних его произведениях совлечение масок с людей и явлений не вызывает ничего, кроме иронической усмешки. В отличие от большинства романтиков, Байрон с уважением относился к наследию английского классицизма, к каламбурам и едкой сатире в духе Поупа. Излюбленная им октава предрасполагала к лирическим отступлениям и играм с читателем.
В викторианской Англии лорд Байрон был едва ли не предан забвению: его популярность не шла ни в какое сравнение с посмертным успехом Китса и Шелли. «Кто ныне читает Байрона? Даже в Англии!» — воскликнул в 1864 году Флобер. В континентальной Европе, включая Россию, пик байронизма пришёлся на 1820-е годы, но к середине XIX века байронический герой измельчал и сделался достоянием литературы преимущественно массовой и приключенческой.

Все заговорили о Байроне, и байронизм сделался пунктом помешательства для прекрасных душ. Вот с этого-то времени и начали появляться у нас толпами маленькие великие люди с печатью проклятия на челе, с отчаянием в душе, с разочарованием в сердце, с глубоким презрением к «ничтожной толпе». Герои сделались вдруг очень дёшевы. Всякий мальчик, которого учитель оставил без обеда за незнание урока, утешал себя в горе фразами о преследующем его роке и о непреклонности своей души, поражённой, но не побеждённой.
— В. Белинский

## В культуре
Музыкальный театр
- 1838 — «Корсар» (балет), композитор Г. Гдрич
- 1844 — «Двое Фоскари» (опера), композитор Дж. Верди
- 1848 — «Корсар» (опера), композитор Дж. Верди
- 1856 — «Корсар» (балет), композитор А. Адан
- 1896 — «Геда» (опера), композитор З. Фибих

Симфоническая музыка
- 1848—1849 — Увертюра и сценическая музыка к поэме «Манфред», композитор Роберт Шуман
- 1886 — «Манфред», композитор П. Чайковский
- 1834 — «Гарольд в Италии», симфония с солирующим альтом, композитор Г. Берлиоз.

В современной музыке
- 2011 — по мотивам поэмы «Манфред» группой «Виконт» была написана песня, вышедшая в альбоме «Не покоряйся судьбе!».

Живопись
- Произведениями Байрона вдохновлены ряд живописных работ Эжена Делакруа, включая «Смерть Сарданапала».

Литература
- Роман Александра Дюма-отца «Приключения Джона Дэвиса»
- Марк Алданов. Повесть «Могила воина».

## Память
Байрона изображают на многочисленных почтовых марках.
В 1924 году в память о лорде Байроне назван новый город Вирон, пригород Афин, столицы Греции.
В городе Синтра (Португалия) находится дом, в котором жил Байрон. Сейчас в этом доме находится отель и ресторан, где чтят память Байрона.
2 апреля 1988 года в честь Байрона назван астероид 3306 Byron, открытый в 1979 году астрономом Н. С. Черных.
В кино
- «Князь Любви» / A Prince of Lovers (1922). В роли Байрона — Говард Гей / Howard Gaye.
- «Красавчик Браммел» / Beau Brummell (1924). В роли Байрона — Джордж Беранджер.
- «Невеста Франкенштейна» (1935). В роли Байрона — Гэвин Гордон.
- «Плохой лорд Байрон» / The Bad Lord Byron (1949). В роли Байрона — Деннис Прайс.
- «Леди Каролина Лэм» / Lady Caroline Lamb (1972). В роли Байрона — Ричард Чемберлен.
- «Шелли» / Shelley (1972). В роли Байрона — Петер Боулесс / Peter Bowles.
- Byron libérateur de la Grèce ou Le jardin des héros (1973). В роли Байрона — Жан-Франсуа Порон / Jean-François Poron.
- «Athanates istories agapis». Сериал, Греция (1976). В роли Байрона — Никос Галанос / Nikos Galanos
- «Я помню Нельсона» (сериал) / «I Remember Nelson» (1982). В роли Байрона — Сильвестр Моран / Sylvester Morand
- Jazzin' for Blue Jean (1984) В роли Байрона — Дэвид Боуи.
- «Готика» / Gothic (1986). В роли Байрона — Гэбриэл Бирн
- «Грести по ветру» / Remando al viento (1988), Испания. В роли Байрона — Хью Грант
- «Франкенштейн освобождённый» (1990). В роли Байрона — Джейсон Патрик
- «Баллада для демона» / Μπάυρον: Μπαλλάντα για ένα δαίμονα (Греция, Россия, 1992, режиссёр Никос Кундурос). В главной роли — Манос Вакусис.
- Телесериал «Горец» (Франция-Канада). Эпизод The Modern Prometheus (1997). В роли Байрона — Джонатан Фес / Jonathan Firth.
- «Обитель демонов» / Pandaemonium (2000). В роли Байрона — Гай Ланкестер / Guy Lankester
- «Байрон» (Великобритания, 2003, режиссёр Джулиан Фарино, в роли Байрона — Джонни Миллер).
- «Франкенштейн: рождение монстра» (2003). В роли Байрона — Стефен Манган.
- «Этот красавчик Браммел» (Великобритания, 2006, режиссёр Филиппа Лоуторп, в роли Байрона — Мэттью Риз).
- «Жить с Франкенштейном» / «Living with Frankenstein» (сериал, 2012). В роли Байрона — Стив Брайан.
- «Франкенштейн и вампир» / Frankenstein and the Vampyre: A Dark and Stormy Night (2014). В роли Байрона — Роб Хипс.
- «Красавица для чудовища» / Mary Shelley. В роли Байрона — Том Старридж.

### Памятники
- В Афинах
- В музее Дании
- В Италии
- В Италии